# باول هاتشينز
باول هاتشينز (بالإنجليزية: Paul Hutchins)‏ هو لاعب كرة مضرب بريطاني، ولد في 5 أبريل 1945 في برستل في المملكة المتحدة، وتوفي في 14 مارس 2019 بسبب تصلب جانبي ضموري.

## وصلات خارجية
- باول هاتشينز على موقع رابطة محترفي التنس (الإنجليزية)
- باول هاتشينز على موقع الاتحاد الدولي لكرة المضرب (الإنجليزية)
- باول هاتشينز على موقع كأس ديفيز (الإنجليزية)
- باول هاتشينز على موقع خلاصة التنس.كوم (الإنجليزية)